# Dunzweiler

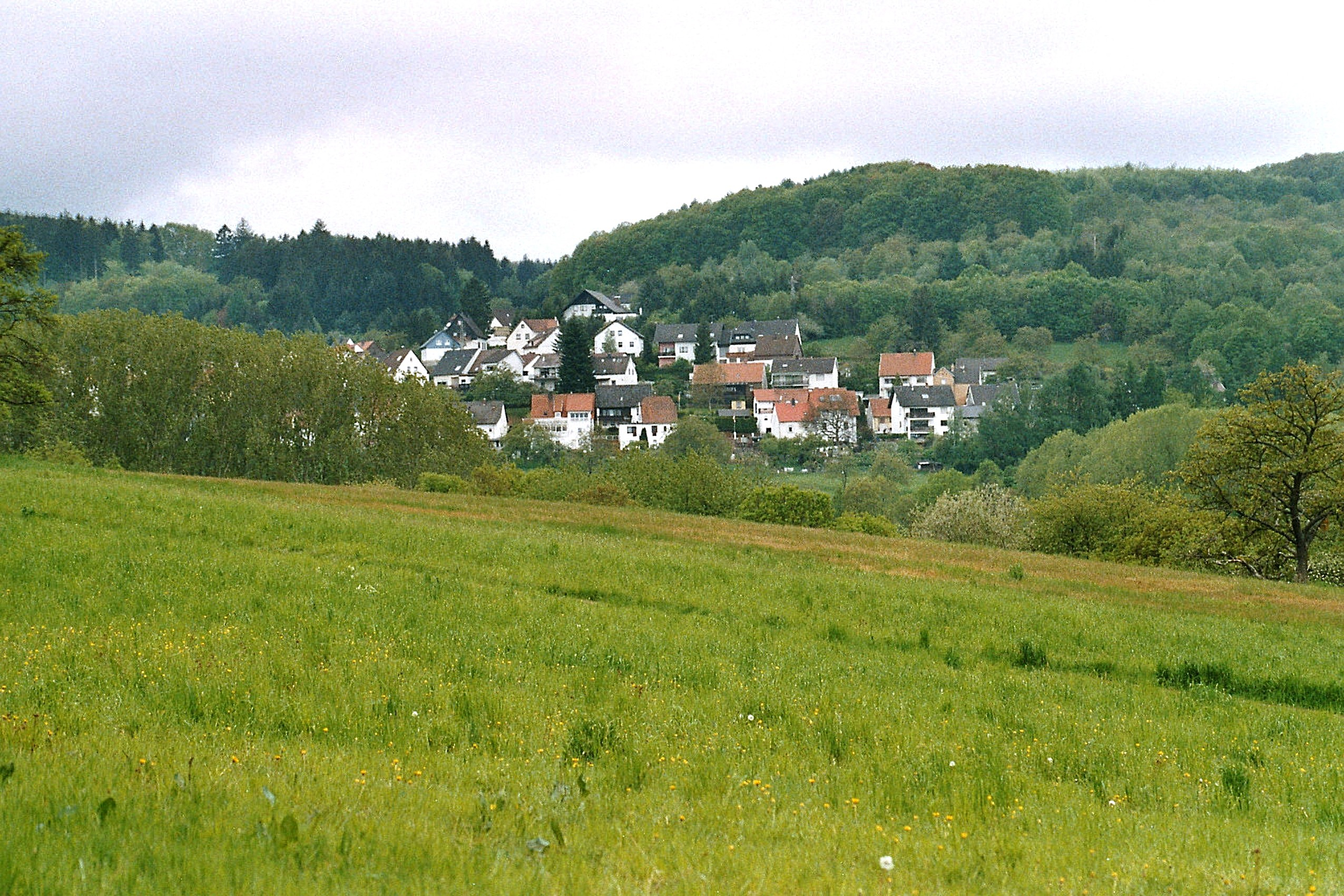
Blick auf Dunzweiler

Dunzweiler ist eine Ortsgemeinde im Landkreis Kusel in Rheinland-Pfalz. Sie gehört der Verbandsgemeinde Oberes Glantal an.

## Geographie
Der Ort liegt im Kuseler Musikantenland an der Grenze zum Saarland. Im Nordwesten befindet sich Breitenbach, im Osten Schönenberg-Kübelberg mit seinem Ortsteil Schmittweiler, im Südosten Waldmohr und westlich liegt Lautenbach (Ottweiler).

## Geschichte
Dunzweiler wurde im Jahre 1247 erstmals urkundlich erwähnt. Im 17. und 18. Jahrhundert gehörte es zur Schultheißerei Waldmohr im Fürstentum Pfalz-Zweibrücken.

## Politik

### Bürgermeister
Volker Korst (CDU) wurde bei der Direktwahl am 26. Mai 2019 für weitere fünf Jahre in seinem Amt als Ortsbürgermeister bestätigt. Er wurde im Juni 2024 wiedergewählt.

## Wirtschaft und Infrastruktur
Südöstlich befindet sich eine Anschlussstelle der A 6. In Homburg ist ein Bahnhof der Bahnstrecke Mannheim–Saarbrücken.